# المحكمة الجزائية الابتدائية المتخصصة بأمانة العاصمة
المحكمة الجزائية الابتدائية المتخصصة بأمانة العاصمة هي محكمة يمنية أنشئت بقرار جمهوري رقم 391 لسنة 1999 حيث قضى القرار بإنشاء محكمة جزائية ابتدائية متخصصة وشعبة جزائية استئنافية متخصصة ويكون مقرهما امانة العاصمة وتتبعان تنظيميا محكمة استئناف امانة العاصمة.
تتكون المحكمة الجزائية الابتدائية المتخصصة من رئيس للمحكمة وعدد من القضاة وتشكل هيئة الحكم فيها من قاضي فرد ويزاول رئيس المحكمة اختصاصه القضائي إلى جانب الاشراف الإداري على المحكمة وفقا لاحكام القانون.
تختص الشعبة الجزائية الاستئنافية المتخصصة بالفصل في الطعون بطريق الاستئناف في الاحكام والقرارات الصادرة من المحكمة الجزائية الابتدائية المتخصصة وفقا للقانون. و يطعن بالنقض في احكام الشعبة الجزائية الاستئنافية المتخصصة امام الدائرة الجزائية بالمحكمة العليا.

## اختصاص المحكمة

### النوعي
حددت المادة الرابعة من القرار الجمهوري رقم 391 لسنة 1999 الاختصاص النوعي للمحكمة الجزائية الابتدائية المتخصصة بالنظر والفصل ابتدائيا في أي من الجرائم التالي بيانها التي يكلف النائب العام النيابة الجزائية رفع الدعوى الجزائية بشانها امام هذه المحكمة:
1. جرائم الحرابة.
2. جرائم اختطاف الأجانب والقرصنة البحرية أو الجوية.
3. جرائم الاضرار والإتلاف والحريق والتفجيرات التي تقع على انابيب النفط والمنشات والمرافق النفطية والاقتصادية ذات النفع العام.
4. جرائم سرقة وسائل النقل العامة والخاصة التي تقوم بها عصابات مسلحة أو منظمة أو التي تتم من فرد أو أكثر بالقوة.
5. جرائم الاشتراك في عصابة للتعدي على أراضي وممتلكات الدولة والمواطنين.
6. جرائم الاعتداء على أعضاء السلطة القضائية وجرائم الاختطاف لاي منهم أولاحد افراد أسرهم وتختص هذه المحكمة بمحاكمة الفاعلين الاصليين والشركاء والمساهمين في أي من الجرائم المذكورة وفقا للقواعد العامة.

و أضاف قرار جمهوري جديد رقم 8 لسنة 2004 اختصاص جديد كالتالي ( الجرائم الماسة بامن الدولة والجرائم بالغة الخطورة الاجتماعية والاقتصادية) .

### المكاني
حددت المادة الرابعة من القرار الجمهوري رقم 391 لسنة 1999 اختصاص المحكمة المكاني ليشمل الجرائم التي تقع داخل اقليم الجمهورية اليمنية أو اجوائها أو مياهها الإقليمية.